# アーノルダス・クルボカ
- アルノルダス・クルボカ

アーノルダス・クルボカ (Arnoldas Kulboka , 1998年1月4日 - )は、リトアニア・マリヤンポレ郡マリヤンポレ出身のバスケットボール選手。ポジションはスモールフォワード。メディアによっては『アルノルダス・クルボカ』と紹介されることもある。

## 来歴
2014年にBCジャルギリスのBチームに昇格。2014-15シーズンはBチームでプレーし、2015年8月にブローゼ・バスケッツと契約。移籍後即バウナッハ・ヤングパイクスにローン移籍。1年目の2015-16シーズンは平均6.4得点1.5リバウンドを記録。続く2016-17シーズンは大きく成績を伸ばし、14.7得点4.3リバウンド2アシストを記録。
2017年7月、今度はレガ・バスケット・セリエAのオランディーナ・バスケットへのローン移籍が決定。2017-18シーズンはバスケットボール・チャンピオンズリーグにも出場し、最優秀若手選手に選出。同シーズン終了後に2018年のNBAドラフトにエントリーを表明。55位でシャーロット・ホーネッツから指名された。
2019年8月6日、ビルバオ・バスケットと契約。2019-20シーズンは平均8.5得点3.6リバウンドを記録し、リーグ若手チームに選出。2020年5月29日に1年間の契約延長に合意。2021年8月5日にホーネッツと2ウェイ契約を締結。傘下のグリーンズボロ・スウォームに配属されることが発表された。
2022年7月5日、ユーロカップとギリシャ・バスケットボールリーグに所属するプロミテアス・パトラBCとの1年契約を結んだ。
2024年8月8日、ユーロカップとLKLに所属するBCウルヴズへの加入が発表された。

## 代表経歴
2015年にU-18のリトアニア代表に招集され、FIBA U-18男子バスケットボール欧州選手権に出場。同年大会は3位、2016年大会は準優勝。2018年2月にフル代表に招集され、2019年FIBAバスケットボール・ワールドカップのヨーロッパ予選に出場。本大会出場に貢献した。